# Pineto-Atri
Pineto-Atri (wł. Stazione di Pineto-Atri) – stacja kolejowa w Pineto, w prowincji Pescara, w regionie Abruzja, we Włoszech. Znajduje się na linii Adriatica (Ankona – Lecce). Obsługuje również gminę Atri.
Według klasyfikacji RFI ma kategorię srebrną.

## Linie kolejowe
- Adriatica